# Lijst van personen uit Winnipeg

Wapen van Winnipeg

Deze lijst van personen uit Winnipeg bevat bekende personen die in de Canadese stad Winnipeg zijn geboren of die er en belangrijk deel van hun leven hebben gewoond.

## Geboren in Winnipeg

### Voor 1900

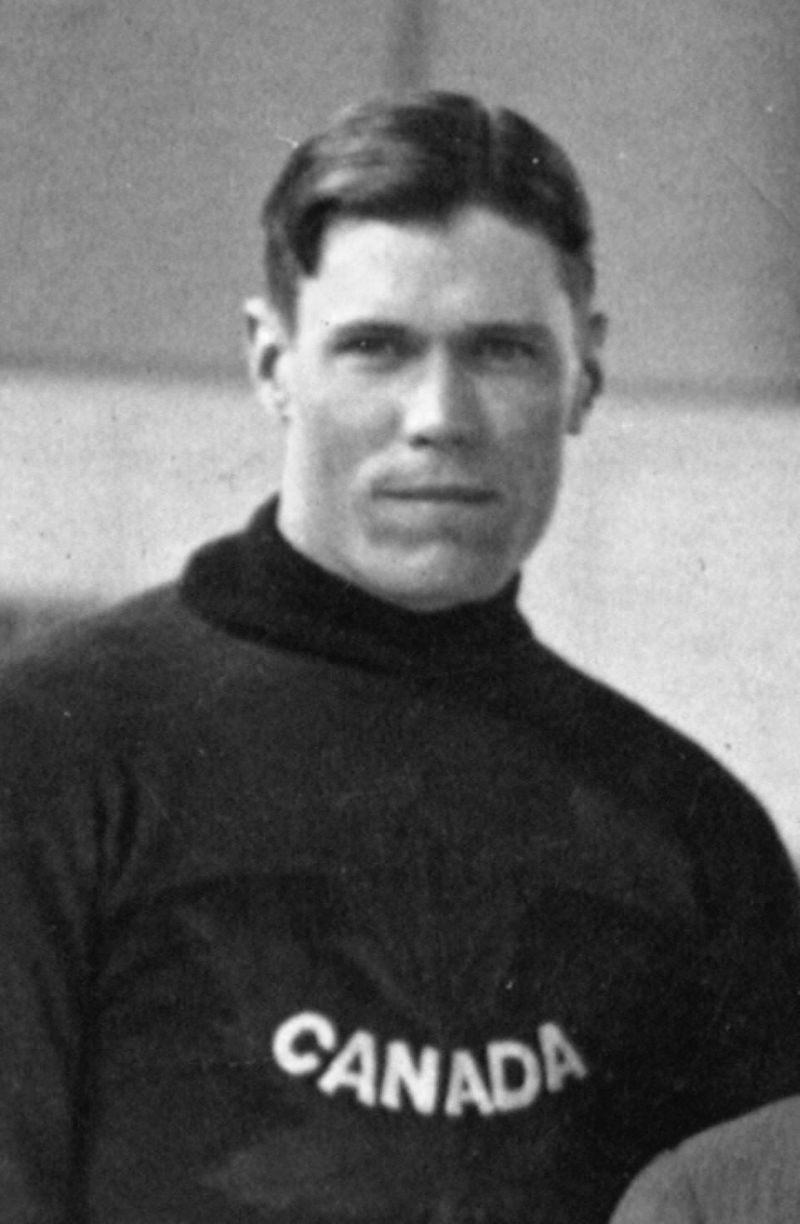
IJshockeyspeler Frank Fredrickson (1895–1979)

- Walter Byron (1884–1971), ijshockeyspeler
- Frank Fredrickson (1895–1979), ijshockeyspeler
- Sir William Stephenson (1897–1989), spion (ook bekend als "Intrepid") en de man op wie James Bond is gebaseerd
- Magnus Goodman (1898–1991), ijshockeyspeler
- Allan Woodman (1899–1963), ijshockeyspeler
- Haldor Halderson (1900–1965), ijshockeyspeler

### 1900–1929

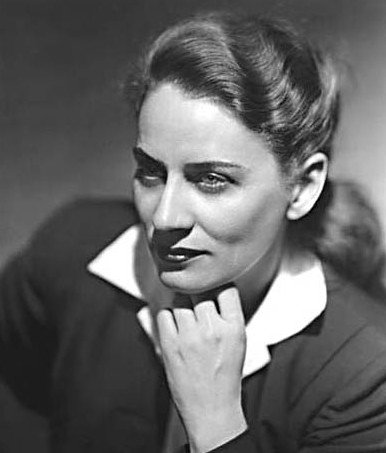
Schrijfster Gabrielle Roy (1909–1983)

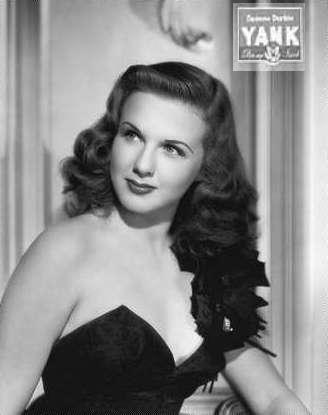
Actrice Deanna Durbin (1921-2013)

- Gabrielle Roy (1909–1983), schrijfster
- Zara Nelsova (1918–2002), celliste
- Deanna Durbin (1921-2013), actrice en zangeres
- Monty Hall (1921–2017), televisieproducent, acteur, zanger en sportverslaggever
- Jack Kruschen (1922–2002), acteur
- Yvonne Brill (1924–2013), Canadees-Amerikaans scheikundige en raket- en satelliet-ontwerper van Belgische afkomst

### 1930–1949
- Donnelly Rhodes (1937–2018), acteur
- Len Cariou (1939), acteur
- Randy Bachman (1943), zanger, gitarist en componist
- Terry Jacks (1944), zanger
- Burton Cummings (1947), zanger

### 1950–1959
- Joanna Gleason (1950), actrice
- Tim Bachman (1951-2023), gitarist
- Mimi Kuzyk (1952), actrice
- Sylvia Burka (1954), langebaanschaatsster
- Guy Maddin (1956), filmregisseur
- Mychael Danna (1958), filmmuziekcomponist

### 1960–1969
- Lee Montgomery (1961), acteur en componist
- Nia Vardalos (1962), actrice
- David Reimer (1965–2004), persoon en wetenschapsobject
- Susan Auch (1966), schaatsster
- Cameron Bancroft (1967), acteur

### 1970–1979

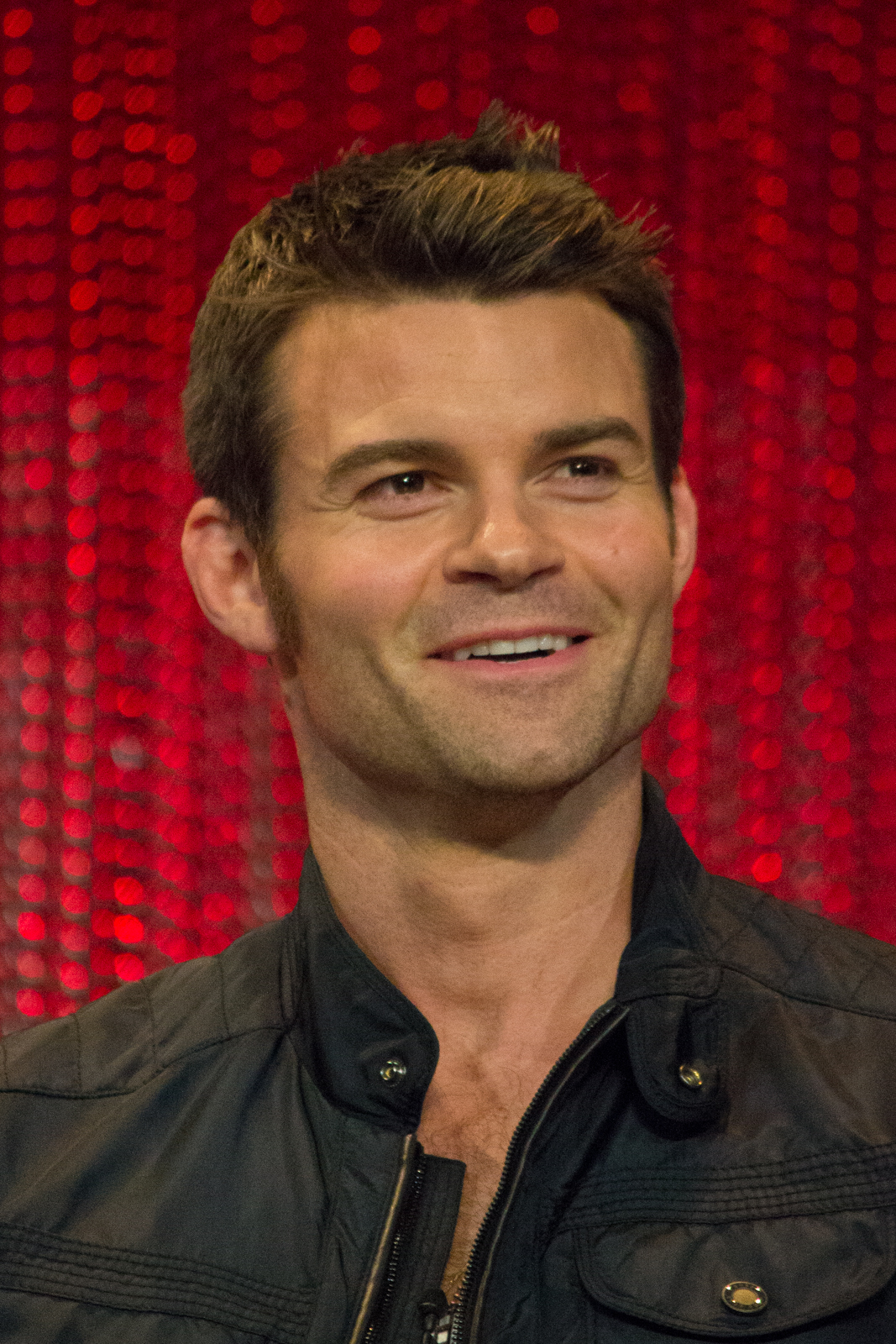
Acteur Daniel Gillies (1976)

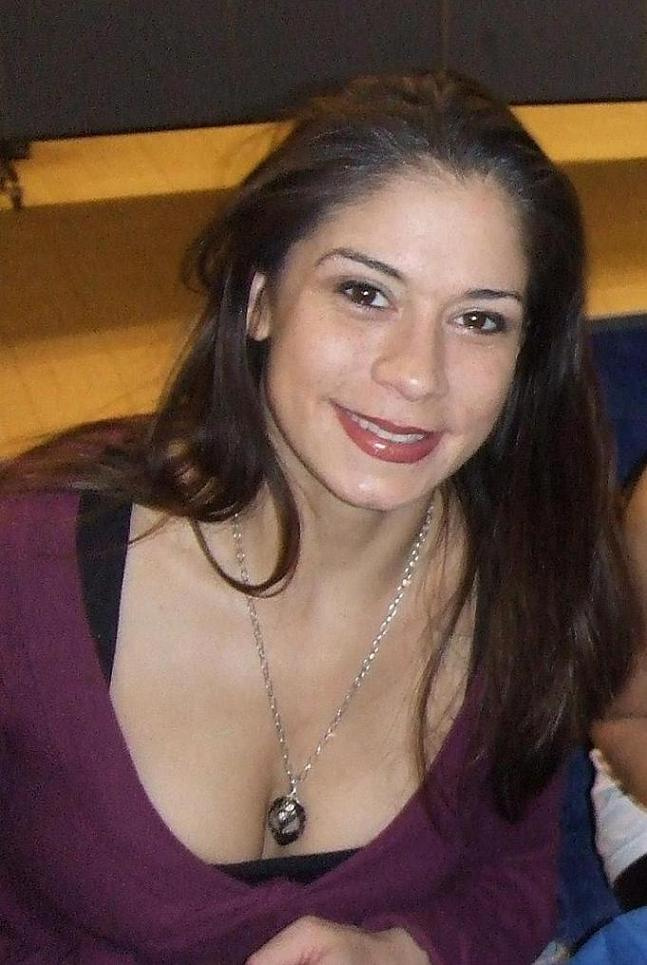
Worstelaarster Sarah Stock (1979)

- Clara Hughes (1972), schaatsster en wielrenster
- Chantal Kreviazuk (1973), singer-songwriter en pianiste
- John K. Samson (1973), muzikant
- Mike Ireland (1974), schaatser
- Jennifer Jones (1974), curler
- Venetian Snares (1975), muzikant
- Daniel Gillies (1976), Nieuw-Zeelands acteur
- Cindy Klassen (1979), schaatsster
- Sarah Stock (1979), worstelaarster

### 1980–1989
- Heather Doerksen (1980), actrice
- Anna Paquin (1982), actrice
- Peter Mooney (1983), acteur
- Kenny Omega (1983), professioneel worstelaar
- Shannon Rempel (1984), langebaanschaatsster
- Eric Radford (1985), kunstschaatser
- Brittany Schussler (1985), langebaanschaatsster
- Sophie Schmidt (1988), voetbalster
- Tracy Spiridakos (1988), actrice
- Dale Weise (1988), ijshockeyspeler

### 1990–1999
- Leah Kirchmann (1990), wielrenster
- Heather McLean (1993), langebaanschaatsster
- Chantal van Landeghem (1994), zwemster

## Verbleven
- Glen Murray (1957), politicus, burgemeester van Winnipeg (1998-2004)